# Zbór Kościoła Adwentystów Dnia Siódmego w Puławach
Zbór Kościoła Adwentystów Dnia Siódmego w Puławach – zbór adwentystyczny w Puławach, należący do okręgu lubelskiego diecezji wschodniej Kościoła Adwentystów Dnia Siódmego w RP.
Pastorem zboru jest kazn. Remigiusz Krok. Nabożeństwa odbywają się w kościele przy ul. Kraszewskiego 6 każdej soboty o godz. 9.30.
W 2010 r. w wieku 87 lat zmarł wieloletni pastor emeritus zboru puławskiego – kazn. Konrad Janyszka – skazany przez reżim stalinowski w 1953 r. na półtora roku więzienia za działalność antypaństwową (aktywność religijną).